# 耶米西·奥贡莱耶
耶米西·奥贡莱耶（德語：Yemisi Ogunleye，1998年10月3日—），德国女子田径运动员，2023年欧洲投掷杯女子铅球银牌得主、2024年世界室内田径锦标赛女子铅球银牌得主。在2024年巴黎奥运会中，凭借着最后一投20.00米的成绩获得了女子铅球金牌。